# Конституция на Сърбия (1888)
Конституцията на Сърбия от 1888 година превръща страната в парламентарна монархия и е в сила до образуването на Кралството на сърби, хървати и словенци през 1918 година (с прекъсване между 1894 и 1903).

## Предистория
Конституцията от 1888 е приета вследствие от усилията на Радикалната партия за демократизация на режима на крал Милан Обренович. За да укрепи властта си, разклатена след Тимошката буна и Сръбско-българската война, през есента на 1888 година кралят решава да се обърне за подкрепа към радикалите. През октомври Милан прокламира намерението си да дари на Сърбия нова конституция. Комитет, в който наред с радикалите влизат представители и на другите две политически партии – Либералната и Прогресивната, изработва законопроект, който е представен на избраната в началото на декември Велика народна скупщина. Скупщината, в която Радикалната партия има огромно мнозинство, приема новата конституция на 22 декември 1888 (по нов стил 3 януари 1889) година.

## Постановки
Т.нар. „Радикалска конституция“ (на сръбски: Радикалски устав) утвърждава основните правомощия на краля в командването на армията, назначаването на правителствата, свикването и разпускането на парламента, потвърждаването и обнародването на законите. Отменени са важни постановки от старата конституция, които му дават контрол над законодателството – кралят губи правото да управлява пряко с извънредни укази и да назначава част от депутатите.
Скупщината получава по-голям контрол върху изпълнителната власт, която вече е отговорна не само пред краля, но и пред нея. Народните избраници придобиват и законодателна инициатива (дотогава изцяло в ръцете на назначените от краля министри), както и правото да определят държавния бюджет – кралят вече не може да го подновява ежегодно, а само в извънредни случаи за максимум от четири месеца. Окончателното приемане на законите зависи от краля, който разполага с абсолютно вето.
Изменения търпи избирателната система – вместо двустепенното гласуване е въведено правилото за пряк и таен избор на всички депутати. Имущественият ценз остава задължителен, като е уточнено, че с право да гласуват са само лицата, които плащат поне 15 динара в преки данъци годишно.
Освен ограничения на избирателното право, Радикалската конституция съдържа гаранции за основните права и свободи на поданиците на сръбския крал – лична свобода, равенство пред закона, неприкосновеност на личността, свобода на печата.

## Приложение
Конституцията от 1888 година е в сила през следващите четири години, когато Сърбия е управлявана от радикалско правителство и регентство начело с Йован Ристич, назначено при абдикацията на Милан. Милановият син крал Александър Обренович я отменя само година след началото на самостоятелното си управление (през 1894), за да я замени с по-авторитарен тип управление. Възстановена е скоро през 1903 година, скоро след Майския преврат.